# The Answer's at the End
«The Answer's at the End» es una canción del músico británico George Harrison, publicada en el álbum de estudio Extra Texture (Read All About It). Parte de la letra de la canción está inspirada en inscripciones que el abogado Sir Frank Crisp escribió en Friar Park. Este aforismo, que comenzaba con el verso "Scan not a friend with a microscopic glass" -en español: "No escanees a un amigo con un cristal miscroscópico"-, había resonado en Harrison desde que adquirió la propiedad en 1970, y la citaba habitualmente cuando la prensa le preguntaba por su amistad con su excompañero en The Beatles, Paul McCartney.
La adaptación del verso en la canción coincidió con un periodo de conmoción personal, seguido de la mala crítica que obtuvo en su primera y única gira en solitario por Norteamérica a finales de 1974. La petición de tolerancia que cita en la canción recordaba a la canción «Isn't It a Pity», y a nivel musical, los arreglos incluyeron influencias de la primera versión que Nina Simone hizo del tema.
Al igual que parte de las canciones de Extra Texture, la canción obtuvo reseñas mixtas por parte de críticos musicales y biógrafos, quienes por una parte la definieron como "poesía de salón arcaica" y una "sombría evaluación de la condición humana", frente a otros que la calificaron como "una magnífica canción melódica sobre el perdón". La canción contó con el respaldo de miembros del grupo Attitudes como David Foster y Jim Keltner.